# Misión Permanente de México en Venezuela
La Misión Permanente de México en Venezuela es la Embajada de los Estados Unidos Mexicanos ante la República Bolivariana de Venezuela, en Caracas, y cuyo actual titular es la embajadora Eréndira Paz Campos. El estatus de la misión permanente se vio reducido a Encargados de Negocios tras un conflicto diplomático producido entre los presidentes de México y Venezuela Vicente Fox y Hugo Chávez a raíz del activismo del presidente de México a favor del ALCA en la IV Cumbre de las Américas en 2005. Sin embargo, buscando restablecer la normalidad de las relaciones diplomáticas, ambos gobiernos nombraron embajadores residentes en 2007.

## Embajadores ante Venezuela
- Gobierno de Manuel Ávila Camacho (1940 - 1946) 
  - (1940 - 1941): Salvador R. Guzmán Esparza
  - (1941): José Maximiliano Alfonso de Rosenzweig Díaz
  - (1942): no hubo embajador
  - (1943 - 1945): Vicente L. Benéitez
  - (1945 - 1946): Ernesto Soto Reyes
- Gobierno de Miguel Alemán (1946 - 1952) 
  - (1946 - 1949): Eduardo Morillo Safa-Briones
  - (1949 - 1952): Ignacio Otero Pablos
- Gobierno de Adolfo Ruiz Cortines (1952 - 1958) 
  - (1952 - 1955): Romeo Ortega Castillo de Lerín
  - (1955 - 1957): Salvador Martínez de Alva
  - (1957 - 1958): Nicolás Graham Gurría
- Gobierno de Adolfo López Mateos (1958 - 1964) 
  - (1958 - 1961): Pedro Cerisola Salcido
  - (1961 - 1964): Luis I. Rodríguez
- Gobierno de Gustavo Díaz Ordaz (1964 - 1970) 
  - (1964 - 1966): Luis I. Rodríguez
  - (1966 - 1970): Mario Alvírez Pablos
- Gobierno de Luis Echeverría (1970 - 1976) 
  - (1970 - 1971): Mario Alvírez Pablos
  - (1970 - 1972): Manuel González Cosío y Rivera
  - (1972 - 1975): Jorge Eduardo Navarrete López
  - (1975 - 1976): Rogelio Martínez Aguilar
- Gobierno de José López Portillo (1976 - 1982) 
  - (1976 - 1978): José Gascón Mercado
  - (1976 - 1979): Felipe Raúl Valdés Aguilar
  - (1979 - 1980): Ismael Moreno Pino
  - (1980 - 1982): Jesús Puente Leyva
- Gobierno de Miguel de la Madrid (1982 - 1988) 
  - (1982 - 1986): Jesús Puente Leyva
  - (1986 - 1988): Roberto de Rosenzweig-Díaz Azmitia
- Gobierno de Carlos Salinas de Gortari (1988 - 1994) 
  - (1988 - 1989): Roberto de Rosenzweig-Díaz Azmitia
  - (1989 - 1991): Alejandro Sobarzo Loaiza
  - (1991 - 1994): Eusebio Antonio de Icaza González
- Gobierno de Ernesto Zedillo (1994 - 2000) 
  - (1994 - 1995): José Gabriel Newman Valenzuela
  - (1995 - 2000): Jesús Puente Leyva
- Gobierno de Vicente Fox (2000 - 2006) 
  - (2000 - 2001): Jesús Puente Leyva
  - (2001 - 2006): Enrique Manuel Loaeza y Tovar
  - (2006): Relación degradada a encargados de negocios (Nicolás Escalante Barret Encargado de Negocios)
- Gobierno de Felipe Calderón Hinojosa (2006 - 2012)
  - (2006 - 2007): Relación degradada a encargados de negocios (Nicolás Escalante Barret Encargado de Negocios)
  - (2008 - 2009) Jesús Mario Chacón Carrillo
  - (2010 - 2012) Carlos Pujalte Piñeiro
- Gobierno de Enrique Peña Nieto (2012 - 2018)
  - (2012 - 2013) Carlos Pujalte Piñeiro
  - (2013 - 2015) Leandro Arellano Reséndiz
  - (2015 - 2018) Eréndira Paz Campos
- Gobierno de Andrés Manuel López Obrador (2018 - 2024)
  - (2018 - 2022) Eréndira Paz Campos
  - (2022 - En el cargo) Loeopoldo de Gyves